# Expedição Jackson–Harmsworth

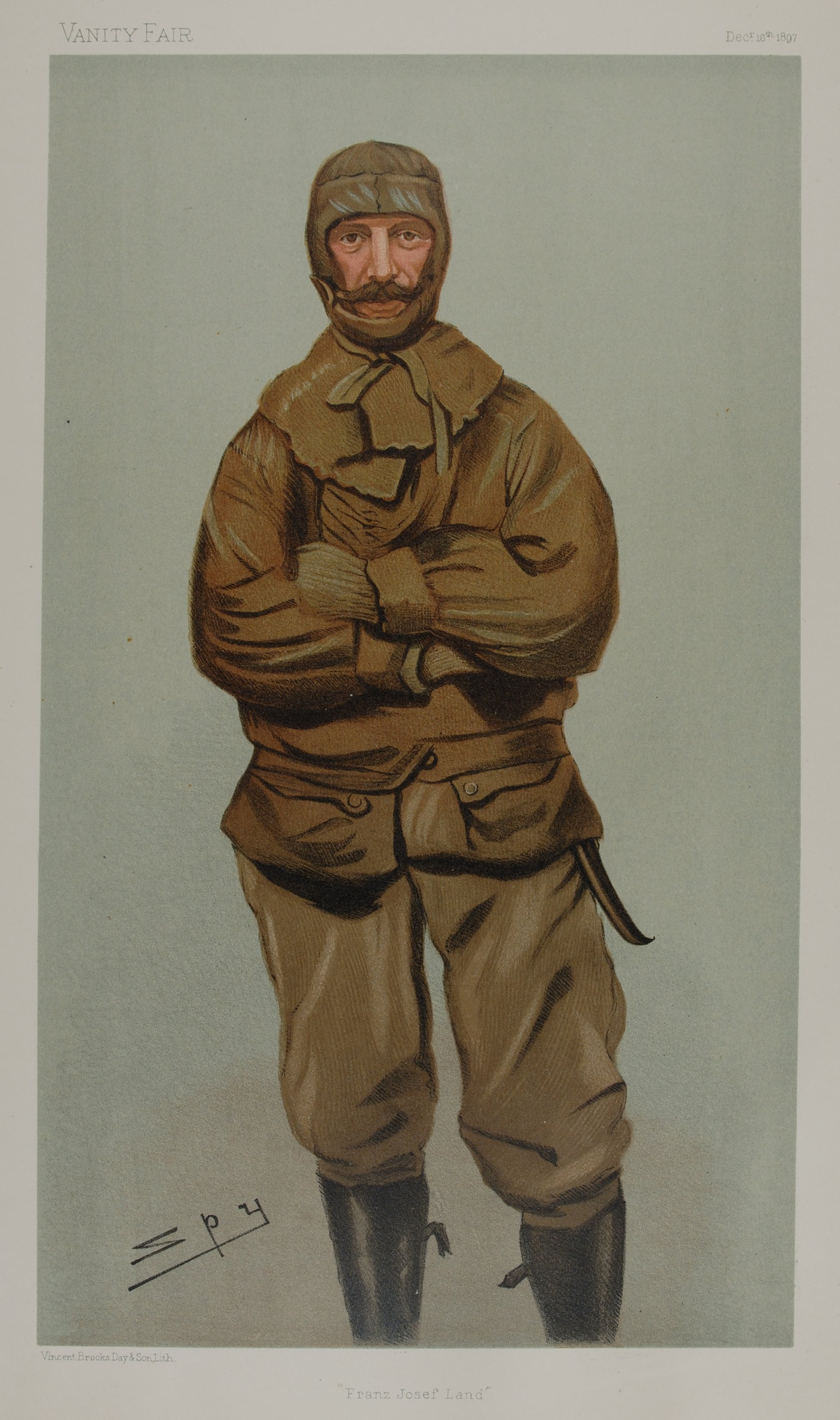
Caricatura de Frederick George Jackson em 1897.

Expedição Jackson–Harmsworth (1894-1897) foi uma expedição patrocinada pela Royal Geographical Society que teve por objetivo a exploração da Terra de Francisco José no Ártico. Frederick George Jackson (1860-1938) explorador britânico liderou e deu seu nome a expedição.

## História
A expedição estabeleceu a sua base na Ilha Northbrook aonde ficou por três anos. Jackson mapeou e executou os levantamentos geográficos da Terra de Francisco José, provando que a região era um arquipélago de pequenas ilhas e não um novo continente.
Em 1896, ele se encontrou com Fridtjof Nansen e Johansen Hjalmar que estavam desaparecidos e retornavam de uma tentativa frustrada para alcançar o Pólo Norte.
Em reconhecimento a seus serviços, Frederick George Jackson recebeu o título de cavaleiro da primeira classe da Ordem Real Norueguesa de Santo Olavo, em 1898, e foi premiado com a medalha de ouro da Sociedade Geográfica de Paris em 1899. Seu relato da expedição foi publicado sob o título de A Thousand Days in the Arctic(1899).